# Richard V. Southwell
Sir Richard Vynne Southwell  (* 2. Juli 1888 in Norwich; † 9. Dezember 1970 bei Nottingham) war ein britischer Ingenieurwissenschaftler für Mechanik.

## Leben
Southwell studierte Technische Mechanik und Angewandte Mathematik an der Universität Cambridge, wo er 1912 sowohl in den mathematischen als auch in den Mechanik Tripos-Prüfungen mit Bestnoten abschloss. 1914 wurde er Fellow des Trinity College und Lecturer in Mechanik. Seine Karriere wurde unterbrochen vom Ersten Weltkrieg, wo er an Luftschiffen und danach in der Aerodynamik Abteilung des Royal Aircraft Establishment in Farnborough arbeitete. Ab 1919 setzte er sein Studium in Cambridge fort und arbeitete dann in der Abteilung Luftfahrtforschung des National Physical Laboratory. Dort blieb er bis 1925 und entwickelte Luftschiffe mit starrem Rahmen. 1925 wurde er Lecturer in Cambridge und von 1928 bis 1942 Professor für Ingenieurwesen an der Universität Oxford, wo er Fellow des Brasenose College war. Southwell war von 1942 bis 1948 Rektor des Imperial College London. Danach war er wieder Professor in Cambridge.
Southwell ist bekannt für die Entwicklung der Relaxationsmethode zur Berechnung statisch vielfach unbestimmter Systeme (zunächst bei den Fachwerken von Luftschiffen). Die Methode fand auch allgemein Verwendung bei der Lösung partieller Differentialgleichungen zum Beispiel in der theoretischen Physik (worüber Southwell sich ebenfalls befasste und ein Buch schrieb). Sie beruhte auf einem Iterationsverfahren und musste damals noch mühsam per Hand gerechnet werden. Einige der dabei zur Arbeitserleichterung von Southwell und seinen Mitarbeitern verwendeten Verfahren wie die Verwendung mehrerer verschiedener Gitter fand auch in späteren Computer-Umsetzungen vielfache Anwendung (Mehrgitterverfahren).
1925 wurde er Fellow der Royal Society. 1959 erhielt er die Timoschenko-Medaille und er war vielfacher Ehrendoktor (Brüssel, Bristol, St. Andrews, Belfast, Glasgow, Sheffield). 1941 erhielt er die Worcester Reed Warner Medal der ASME und 1964 die Elliott Cresson Medal. 1943 wurde er Mitglied der National Academy of Engineering und der National Academy of Sciences. 1948 wurde er als Knight Bachelor geadelt.

## Schriften
- Introduction to the theory of elasticity for engineers and scientists. Oxford University Press, 1934; 2. Auflage: 1941.
- On the calculation of stresses in braced frameworks. In: Proc. Roy. Soc. A, Band 139, 1933, S. 475–508
- Stress calculation in frameworks by the method of systematic relaxation of constraints. Teile 1, 2. In: Proc. Roy. Soc. A, Band 151, 1935, S. 56–95, Band 153, 1935, S. 41.
- Relaxation methods in engineering science: a treatise on approximate computation. Oxford University Press, 1940.
- Relaxation Methods in Theoretical Physics, a continuation of the treatise, Relaxation methods in engineering science. Oxford University Press, 1946.